# Forum Station
Forum Station er en undergrundsstation på den københavnske Metros linje M1 og M2. Forum Station ligger ved Rosenørns Allé på Frederiksberg ud for Forum og Radiohuset. Stationen blev åbnet 29. maj 2003.
Forum Station ligger i takstzone 1.
I 2012 var passagertalet pr. dag i gennemsnit 9.100 personer .

## Antal rejsende
Ifølge Ørestadsselskabet var udviklingen i antallet af dagligt afrejsende:
| År         | Antal |
| ---------- | ----- |
| 11.12.2002 | -     |
| 02.04.2004 | 6.230 |
| 15.04.2005 | 7.674 |